# David Alaba
David Olatukunbo Alaba (Viena, 24 de junio de 1992) es un futbolista austríaco que juega como defensa en el Real Madrid C. F. de la Primera División de España y en la selección de Austria.

## Trayectoria

### Inicios
Comenzó su carrera en el SV Aspern, un club local en Aspern, antes de unirse a la cantera del FK Austria Viena a los 10 años. Ascendió rápidamente y en abril de 2008 fue convocado con el primer equipo para un partido de la Bundesliga. También jugó cinco veces para el equipo reserva, antes de salir en el verano de 2008 para unirse al Bayern de Múnich de la Bundesliga de Alemania.

### Bayern de Múnich

#### Juventud, reservas y préstamo al Hoffenheim
Empezó en el sistema juvenil del Bayern, jugando para los equipos sub-17 y sub-19, antes de ser ascendido al equipo de reserva para la temporada 2009-10. Hizo su debut en un partido de la 3. Liga contra el Dinamo Dresde en agosto de 2009 y marcó su primer gol profesional con el Bayern de Múnich II el 29 de agosto. Fue incluido en el equipo del Bayern de Múnich para la Liga de Campeones de la UEFA 2009-10, donde se le asignó la camiseta número 27. En enero de 2010 se anunció que entrenaría con el primer plantel durante el resto de la temporada 2009-10, junto con sus compañeros en el filial Diego Contento y Mehmet Ekici.
El trío fue nombrado en el banquillo de suplentes del primer equipo por primera vez el 10 de febrero, para un partido de la Copa de Alemania contra el Spielvereinigung Greuther Fürth y Alaba entró en el minuto 59 en sustitución de Christian Lell. Después de un minuto en el campo, y con su segundo toque del juego, preparó un pase a Franck Ribéry para que anotara y así poder darle al Bayern una ventaja de 3-2, en un partido que ganó 6-2. También se convirtió en ser el jugador más joven del Bayern en un partido competitivo, a los 17 años, 7 meses y 8 días de edad. El 6 de marzo, debutó en la Bundesliga contra el F. C. Colonia, reemplazando a Diego Contento en el minuto 73. A la edad de 17 años, 8 meses y 13 días, debutó en la Liga de Campeones de la UEFA contra la Fiorentina el 9 de marzo.
En enero de 2011 se unió al TSG 1899 Hoffenheim cedido hasta el final de la temporada 2010-11. A finales de ese mes, anotó su primer gol en un empate 2-2 con el F. C. San Pauli.

#### 2011-13
Alaba regresó al Bayern al comienzo de la temporada 2011-12, donde se convirtió en miembro habitual del primer equipo. El 23 de octubre de 2011 anotó su primer gol en la Bundesliga en la derrota por 1-2 ante el Hannover 96. El 20 de diciembre fue nombrado futbolista austríaco del año por primera vez. Durante la segunda mitad de la Bundesliga 2011-12 se estableció como titular del Bayern. El 25 de abril de 2012 jugó el partido de vuelta de la semifinal de la Liga de Campeones de la UEFA 2011-12 contra el Real Madrid, y anotó el primer gol de la tanda penaltis que ganó el Bayern por 3-1, pasando de esta manera a la final, sin embargo al ser amonestado no pudo jugar en la final por estar sancionado.
El 5 de diciembre de 2012 anotó su primer gol en la Liga de Campeones en la victoria por 4-1 sobre el BATE Borisov. El 18 de diciembre fue nombrado Futbolista austríaco del año por segundo año consecutivo.
El 2 de abril de 2013 anotó el séptimo gol más rápido (25,02 segundos) en la historia de la Liga de Campeones para poner al Bayern en camino de una victoria por 2-0 sobre la Juventus. El 25 de mayo de 2013, jugó los 90 minutos completos como lateral izquierdo cuando el Bayern venció al Borussia Dortmund por 2-1 en la final de la Liga de Campeones de la UEFA 2013.

#### 2013-16
Durante la temporada 2013-14, jugó en la Supercopa de Alemania contra el Borussia Dortmund, la Supercopa de Europa contra el Chelsea, y dos partidos en la Mundial de Clubes; el primero contra Guangzhou Evergrande y el segundo contra Raja Casablanca. El 2 de diciembre de 2013 firmó un nuevo contrato con el Bayern de Múnich, que expiraría en 2018. El 20 de diciembre fue nombrado Futbolista austríaco del año por tercer año consecutivo. En enero de 2014 fue nombrado lateral izquierdo en el Equipo del Año 2013 de la UEFA por primera vez.
El 18 de diciembre de 2014 fue nombrado Futbolista austríaco del año por cuarto año consecutivo. En enero de 2015 fue elegido lateral izquierdo en el Equipo del Año 2014 de UEFA.com por los usuarios (352.070 votos)  por segundo año consecutivo. El 31 de marzo  sufrió una lesión en el ligamento medial de la rodilla izquierda durante el empate 1-1 en un partido amistoso de Austria contra Bosnia y Herzegovina. Tras ello Alaba se perdió el resto de la temporada con el Bayern debido a la lesión.

#### 2016-21
Hizo su debut en la temporada 2015-16 en la Supercopa de Alemania el 1 de agosto en una derrota en la tanda de penaltis ante el VfL Wolfsburgo. Tres semanas después contra su antiguo club el 1899 Hoffenheim, el pase mal colocado de Alaba resultó en que Kevin Volland anotara en nueve segundos, el gol más rápido de la Bundesliga de todos los tiempos. El 17 de diciembre de 2015, Alaba fue nuevamente fue nombrado Futbolista austríaco del año por quinto año consecutivo.
El 8 de enero de 2016 fue elegido lateral izquierdo en el Equipo del Año 2015 de UEFA.com por tercer año consecutivo. El 18 de marzo de 2016 extendió su contrato hasta 2021. El 21 de diciembre de 2016 fue nombrado Futbolista Austriaco del Año por sexto año consecutivo.
El 10 de febrero de 2018 hizo su aparición número 200 en la Bundesliga en la victoria por 2-1 sobre el Schalke.
Con el trofeo de la Liga de Campeones de la UEFA 2019-20 se convirtió en uno de los jugadores en conseguir dos tripletes en el Bayern de Múnich junto a Javi Martínez, Manuel Neuer Jérôme Boateng y Thomas Müller, entrado en el selecto Club del que formaban parte jugadores como Samuel Eto'o, Xavi Hernández, Andrés Iniesta, Lionel Messi y Gerard Piqué.
Después de varios intentos de extender su contrato, Alaba mencionó que el Bayern de Múnich le preguntó antes si estaba interesado en un intercambio con Leroy Sané del Manchester City, lo que consideró como una "bofetada en la cara".
El 16 de febrero de 2021 anunció que a final de temporada abandonaría el Bayern de Múnich una vez expirara su contrato.

### Real Madrid
El 28 de mayo de 2021 el Real Madrid Club de Fútbol anunció un acuerdo con Alaba —en su último año de contrato y con potestad para salir sin coste de traspaso de su club—, y firmó un contrato de cinco temporadas. Con buen rendimiento en sus primeros encuentros y tras no necesitar apenas tiempo para aclimatarse a un nuevo país y su fútbol, anotó su primer gol en la disputa de «el Clásico» frente al Fútbol Club Barcelona, con un potente zurdazo, en la victoria merengue por 1-2. Asentado como nuevo mariscal en la defensa madrileña, tuvo un regular rendimiento junto a su compañero de zaga Éder Militão y fueron claves en el equilibrio del defensivo del equipo, junto al tercer gran protagonista, Thibaut Courtois. Los tres fueron incluidos entre los más destacados del año por el diario Marca, e incluido, junto al portero belga, y sus compañeros Karim Benzema, Vinícius Júnior y Luka Modrić, en el equipo ideal.
Todos ellos fueron los más destacados de un equipo que logró vencer la Supercopa de España, el Campeonato de Liga, y la Liga de Campeones, «la decimocuarta», esta última tras unas eliminatorias tildadas de épicas e históricas. Memorables partidos y remontadas ante París Saint-Germain Football Club, Chelsea Football Club, y Manchester City Football Club les llevaron a recibir loas y elogios de prensa y rivales, señalados todos ellos como favoritos al título, apunte que no sucedía con «los blancos». Respaldados en ataque por un reconvertido e inspiradísimo Vinícius Júnior, y el líder Karim Benzema, lograron sobreponerse en el último tramo del curso a sensibles bajas, como en ciertos momentos del propio Alaba, que firmó un balance notable para su primer año.

## Selección nacional
Alaba ha jugado con la selección de Austria en las categorías sub-17 y sub-21. En octubre de 2009 fue convocado a la selección absoluta de Austria durante un partido contra la selección francesa. Hizo su debut el 14 de octubre, convirtiéndose en el debutante más joven en la historia de esta selección.

## Vida personal
Su madre es una enfermera filipina ganadora de un concurso de belleza y su padre George es un DJ y cantante nigeriano, que hizo su carrera en Austria y se hizo popular con el grupo Two in One, es, además, el representante de su hijo. Tiene una hermana, Rose, que se hizo famosa en el Popstars Mission Austria. David Alaba se formó en las divisiones inferiores del Austria Viena y en el 2008 ya pertenecía a la plantilla del club, y el interés del Bayern por él ya se remitía desde esa época. Curioso hecho el de Alaba, que antes de fichar por el Bayern de Múnich rechazó hasta dos veces las propuestas del equipo germano, ya que por entonces odiaba al Bayern, porque según él «siempre llegaban a los campeonatos de canteras, demasiado presumidos, con los buzos de marca de los profesionales y los autobuses más bonitos, como si te hicieran un favor al jugar contra ellos». 
Ahora, describe al Bayern de Múnich como «un club con esa arrogancia necesaria que requiere el fútbol». Recuerda que «los entrenadores de la cantera del Bayern saben motivar de tal forma que uno solo piensa en hacer desaparecer al contrario». Ya no le queda ni un ápice de la animadversión que profesaba a su antiguo equipo: «Después de conocer el club por dentro, siento que formo parte de una gran familia».

## Estadísticas

### Clubes
Actualizado al último partido disputado el 23 de abril de 2025.
| Club                            | Div.          | Temporada     | Liga  | Liga  | Liga   | Copas nacionales | Copas nacionales | Copas nacionales | Copas internacionales | Copas internacionales | Copas internacionales | Total | Total | Total  |
| Club                            | Div.          | Temporada     | Part. | Goles | Asist. | Part.            | Goles            | Asist.           | Part.                 | Goles                 | Asist.                | Part. | Goles | Asist. |
| ------------------------------- | ------------- | ------------- | ----- | ----- | ------ | ---------------- | ---------------- | ---------------- | --------------------- | --------------------- | --------------------- | ----- | ----- | ------ |
| F. K. Austria Wien II · Austria | 2.ª           | 2007-08       | 5     | 0     | 0      | —                | —                | —                | —                     | —                     | —                     | 5     | 0     | 0      |
| F. K. Austria Wien II · Austria | Total club    | Total club    | 5     | 0     | 0      | 0                | 0                | 0                | 0                     | 0                     | 0                     | 5     | 0     | 0      |
| Bayern de Múnich · Alemania     | 1.ª           | 2009-10       | 3     | 0     | 0      | 1                | 0                | 1                | 2                     | 0                     | 0                     | 6     | 0     | 1      |
| Bayern de Múnich II · Alemania  | 3.ª           | 2009-10       | 23    | 1     | 8      | —                | —                | —                | —                     | —                     | —                     | 23    | 1     | 8      |
| Bayern de Múnich II · Alemania  | 3.ª           | 2010-11       | 10    | 0     | 3      | —                | —                | —                | —                     | —                     | —                     | 10    | 0     | 3      |
| Bayern de Múnich II · Alemania  | Total club    | Total club    | 33    | 1     | 11     | 0                | 0                | 0                | 0                     | 0                     | 0                     | 33    | 1     | 11     |
| TSG 1899 Hoffenheim · Alemania  | 1.ª           | 2010-11       | 17    | 2     | 0      | 1                | 0                | 0                | —                     | —                     | —                     | 18    | 2     | 0      |
| TSG 1899 Hoffenheim · Alemania  | Total club    | Total club    | 17    | 2     | 0      | 1                | 0                | 0                | 0                     | 0                     | 0                     | 18    | 2     | 0      |
| Bayern de Múnich · Alemania     | 1.ª           | 2010-11       | 2     | 0     | 0      | 1                | 0                | 0                | 0                     | 0                     | 0                     | 3     | 0     | 0      |
| Bayern de Múnich · Alemania     | 1.ª           | 2011-12       | 30    | 2     | 2      | 6                | 1                | 0                | 11                    | 0                     | 1                     | 47    | 3     | 3      |
| Bayern de Múnich · Alemania     | 1.ª           | 2012-13       | 23    | 3     | 4      | 4                | 0                | 0                | 11                    | 2                     | 2                     | 38    | 5     | 6      |
| Bayern de Múnich · Alemania     | 1.ª           | 2013-14       | 28    | 2     | 6      | 6                | 0                | 0                | 15                    | 2                     | 3                     | 49    | 4     | 9      |
| Bayern de Múnich · Alemania     | 1.ª           | 2014-15       | 19    | 2     | 1      | 4                | 3                | 0                | 6                     | 0                     | 2                     | 29    | 5     | 3      |
| Bayern de Múnich · Alemania     | 1.ª           | 2015-16       | 30    | 1     | 1      | 6                | 0                | 2                | 10                    | 1                     | 1                     | 46    | 2     | 4      |
| Bayern de Múnich · Alemania     | 1.ª           | 2016-17       | 32    | 4     | 4      | 6                | 1                | 0                | 9                     | 0                     | 3                     | 47    | 5     | 7      |
| Bayern de Múnich · Alemania     | 1.ª           | 2017-18       | 23    | 2     | 3      | 6                | 0                | 0                | 7                     | 0                     | 3                     | 36    | 2     | 6      |
| Bayern de Múnich · Alemania     | 1.ª           | 2018-19       | 31    | 3     | 3      | 5                | 0                | 2                | 7                     | 0                     | 2                     | 43    | 3     | 7      |
| Bayern de Múnich · Alemania     | 1.ª           | 2019-20       | 28    | 1     | 1      | 6                | 1                | 1                | 8                     | 0                     | 0                     | 42    | 2     | 2      |
| Bayern de Múnich · Alemania     | 1.ª           | 2020-21       | 32    | 2     | 4      | 1                | 0                | 0                | 12                    | 0                     | 3                     | 45    | 2     | 7      |
| Bayern de Múnich · Alemania     | Total club    | Total club    | 281   | 22    | 29     | 52               | 6                | 6                | 98                    | 5                     | 20                    | 431   | 33    | 55     |
| Real Madrid C. F. · España      | 1.ª           | 2021-22       | 30    | 2     | 3      | 4                | 0                | 1                | 12                    | 1                     | 0                     | 46    | 3     | 4      |
| Real Madrid C. F. · España      | 1.ª           | 2022-23       | 23    | 1     | 3      | 2                | 0                | 0                | 14                    | 1                     | 0                     | 39    | 2     | 3      |
| Real Madrid C. F. · España      | 1.ª           | 2023-24       | 14    | 0     | 1      | 0                | 0                | 0                | 3                     | 0                     | 1                     | 17    | 0     | 2      |
| Real Madrid C. F. · España      | 1.ª           | 2024-25       | 7     | 0     | 0      | 2                | 0                | 0                | 6                     | 0                     | 0                     | 15    | 0     | 0      |
| Real Madrid C. F. · España      | Total club    | Total club    | 74    | 3     | 7      | 8                | 0                | 1                | 35                    | 2                     | 1                     | 116   | 5     | 9      |
| Total carrera                   | Total carrera | Total carrera | 410   | 28    | 47     | 61               | 6                | 7                | 133                   | 7                     | 21                    | 605   | 41    | 75     |

## Palmarés

### Títulos nacionales
| Título                | Club              | País     | Año  |
| --------------------- | ----------------- | -------- | ---- |
| Bundesliga            | Bayern de Múnich  | Alemania | 2010 |
| Copa de Alemania      | Bayern de Múnich  | Alemania | 2010 |
| Supercopa de Alemania | Bayern de Múnich  | Alemania | 2010 |
| Supercopa de Alemania | Bayern de Múnich  | Alemania | 2012 |
| Bundesliga            | Bayern de Múnich  | Alemania | 2013 |
| Copa de Alemania      | Bayern de Múnich  | Alemania | 2013 |
| Bundesliga            | Bayern de Múnich  | Alemania | 2014 |
| Copa de Alemania      | Bayern de Múnich  | Alemania | 2014 |
| Bundesliga            | Bayern de Múnich  | Alemania | 2015 |
| Bundesliga            | Bayern de Múnich  | Alemania | 2016 |
| Copa de Alemania      | Bayern de Múnich  | Alemania | 2016 |
| Supercopa de Alemania | Bayern de Múnich  | Alemania | 2016 |
| Bundesliga            | Bayern de Múnich  | Alemania | 2017 |
| Supercopa de Alemania | Bayern de Múnich  | Alemania | 2017 |
| Bundesliga            | Bayern de Múnich  | Alemania | 2018 |
| Supercopa de Alemania | Bayern de Múnich  | Alemania | 2018 |
| Bundesliga            | Bayern de Múnich  | Alemania | 2019 |
| Copa de Alemania      | Bayern de Múnich  | Alemania | 2019 |
| Bundesliga            | Bayern de Múnich  | Alemania | 2020 |
| Copa de Alemania      | Bayern de Múnich  | Alemania | 2020 |
| Supercopa de Alemania | Bayern de Múnich  | Alemania | 2020 |
| Bundesliga            | Bayern de Múnich  | Alemania | 2021 |
| Supercopa de España   | Real Madrid C. F. | España   | 2022 |
| Campeonato de Liga    | Real Madrid C. F. | España   | 2022 |
| Copa del Rey          | Real Madrid C. F. | España   | 2023 |
| Supercopa de España   | Real Madrid C. F. | España   | 2024 |
| Campeonato de Liga    | Real Madrid C. F. | España   | 2024 |

### Títulos internacionales
| Título                           | Club              | Sede      | Año  |
| -------------------------------- | ----------------- | --------- | ---- |
| Liga de Campeones de la UEFA     | Bayern de Múnich  | Londres   | 2013 |
| Supercopa de Europa              | Bayern de Múnich  | Praga     | 2013 |
| Mundial de Clubes                | Bayern de Múnich  | Marruecos | 2013 |
| Liga de Campeones de la UEFA     | Bayern de Múnich  | Lisboa    | 2020 |
| Supercopa de Europa              | Bayern de Múnich  | Budapest  | 2020 |
| Mundial de Clubes                | Bayern de Múnich  | Catar     | 2020 |
| Liga de Campeones de la UEFA     | Real Madrid C. F. | París     | 2022 |
| Supercopa de Europa              | Real Madrid C. F. | Helsinki  | 2022 |
| Mundial de Clubes                | Real Madrid C. F. | Marruecos | 2022 |
| Liga de Campeones de la UEFA     | Real Madrid C. F. | Londres   | 2024 |
| Supercopa de Europa              | Real Madrid C. F. | Varsovia  | 2024 |
| Copa Intercontinental de la FIFA | Real Madrid C. F. | Catar     | 2024 |

### Distinciones individuales
| Distinción                                                      | Año                                                  |
| --------------------------------------------------------------- | ---------------------------------------------------- |
| Futbolista del año en Austria                                   | 2011, 2012, 2013, 2014, 2015, 2016, 2020, 2021, 2022 |
| Equipo del año UEFA                                             | 2013, 2014, 2015                                     |
| Personalidad deportiva austriaca del año                        | 2013, 2014                                           |
| XI Ideal de la Bundesliga                                       | 2014-15, 2015-16                                     |
| Equipo ESM del año                                              | 2013-14                                              |
| France Football World XI                                        | 2015                                                 |
| XI Ideal de la fase de grupos en la Liga de Campeones           | 2015-16                                              |
| Mejor lateral izquierdo (ESPN FC)                               | 2016                                                 |
| Plantilla de la temporada en la Liga de Campeones               | 2019-20, 2020-21                                     |
| FIFA/FIFPro World XI                                            | 2021                                                 |
| Parte de los 100 mejores jugadores del mundo según The Guardian | 2022                                                 |